# Pontederija
Pontederija (lat. Pontederia), kozmopolitski rod vodenih listopadnih trajnica iz porodice pontederijevki, dio reda komelinolike (Commelinales).
Većina vrsta su trajnice, porijeklom prvenstveno iz tropske Amerike. Imaju puzave podanke, vlaknasto korijenje i listove u grozdovima pri dnu biljke ili na razgranatim stabljikama. Plod je čahura koja sadrži mnogo sjemenki ili krilata struktura s jednim sjemenom. Biljke iz roda Pontederia, oko pet vrsta trajnica, imaju klasove plavkastoljubičastih cvjetova na vrhu jednolisne stabljike, grozdove kopljastih ili srcolikih listova pri dnu i debele podanke.
P. cordata je česta u plitkim jezerima i muljevitim obalama u istočnoj Sjevernoj Americi. Ponekad se uzgaja kao ukrasna biljka za vrtni bazen ili akvarij. 

## Vrste
1. Pontederia africana (Solms) M.Pell. & C.N.Horn
2. Pontederia australasica (Ridl.) M.Pell. & C.N.Horn
3. Pontederia azurea Sw.
4. Pontederia brevipetiolata (Verdc.) M.Pell. & C.N.Horn
5. Pontederia cordata L.
6. Pontederia crassipes Mart.
7. Pontederia cyanea (F.Muell.) M.Pell. & C.N.Horn
8. Pontederia diversifolia (Vahl) M.Pell. & C.N.Horn
9. Pontederia elata (Ridl.) M.Pell. & C.N.Horn
10. Pontederia gigantea D.J.Sousa
11. Pontederia hastata L.
12. Pontederia heterosperma (Alexander) M.Pell. & C.N.Horn
13. Pontederia korsakowii (Regel & Maack) M.Pell. & C.N.Horn
14. Pontederia meyeri (A.G.Schulz) M.Pell. & C.N.Horn
15. Pontederia natans P.Beauv.
16. Pontederia ovalis Mart. ex Schult. & Schult.f.
17. Pontederia paniculata Spreng.
18. Pontederia paradoxa Mart. ex Schult. & Schult.f.
19. Pontederia parviflora Alexander
20. Pontederia plantaginea Roxb.
21. Pontederia reflexa D.J.Sousa
22. Pontederia rotundifolia L.f.
23. Pontederia sagittata C.Presl
24. Pontederia subovata (Seub.) Lowden
25. Pontederia triflora (Seub.) G.Agostini, D.Velázquez & J.Velásquez
26. Pontederia vaginalis Burm.f.
27. Pontederia valida (G.X.Wang & Nagam.) M.Pell. & C.N.Horn